# Roy Douglas
Pour les articles homonymes, voir Douglas.
Richard Roy Douglas, mieux connu sous le nom de Roy Douglas, né le 12 décembre 1907 à Tunbridge Wells dans le Kent, et mort le 23 mars 2015 dans la même ville, est un compositeur, pianiste et arrangeur britannique. Il a travaillé comme assistant musical auprès de Ralph Vaughan Williams, William Walton et Richard Addinsell. Il a effectué les orchestrations des œuvres telles que Les Sylphides (basée sur l'œuvre pour piano de Chopin) et le Concerto de Varsovie d'Addinsell.